# Said Mustafov
Said Šerifov Mustafov (in bulgaro Саид Шерифов Мустафов?; Konop, 13 marzo 1933 – 1990) è stato un lottatore bulgaro, specializzato nella lotta libera.

## Palmarès

### Olimpiadi
- 1 medaglia:
  - 1 bronzo (Tokyo 1964 nei pesi medio-massimi)